# Стадион Алехандро Виљануева
Стадион Алехандро Виљануева (шп. Estadio Alejandro Villanueva) је вишенаменски стадион који се налази у Лими, Перу. Највише се користи за фудбал и атлетику. Стадион има капацитет за 33,938 гледалаца и служи као домаћин фудбалском клубу Алијанза Лима. Стадион је у власништву фудбалског клуба Клуб Алианза Лима, поред домаћих првенствених утакмица Алијанзе стадион се такоће користи за међународне турнире као што су КОНМЕБОЛ Либертадорес и  КОНМЕБОЛ Јужне Америке.
Стадион је био је регистрован као једно од алтернативних места Перуанског фудбалског тима за јужноамеричке квалификације  за светско првенство у фудбалу 2018 и такође се сматрало могућим местом одржавања Лиме 2019 Панамеричке игре.
Плаво-бели фонд, група инвеститора којом управља клуб, бави се могућношћу развоја амбициозног пројекта за проширење и потпуну модернизацију стадиона. Модернизација би укључивала све четири трибине, зграде испод њих, терен за игру, алтернативни терен и околину ограђеног простора. Очекује се да ће ово проширење стадиону обезбедити капацитет од 60.000 гледалаца.

## Историја стадиона
на конференцији за новинаре, 11. априла 1965. године, Валтер Лаваљеха је објавио да ће се у Лими изградити стадион за клуб Алианза Лима. Они су успели да ураде овај пројекат јер је тадашњи председник Мануел Одрија донирао комад земље за изградњу овог стадиона, 30. маја 1969. године започела је прва фаза пројекта.
Стадион је свечано отворен турниром "Сенор де Лос Милагрос" на којем су учествовали Алианза Лима, Университарио де Депортес, Национал из Уругваја и Индепендијенте из Аргентине. Стадион је отворен 27. децембра 1974. за посетом од 55.000 гледалаца, а Алианза Лима је ремизирала резултатом 2:2 са Националом.
Стадион је носио назив клуба од свог отварања. Међутим, 2.000. године, са приближавањем стогодишњице Алианза Лиме, клуб је преименовао име стадиона у стадион Алехандро Виљануева у част првог голмана једног од најбоњихих играча Алијанзе и перуанског репрезентативца двадесетих и тридесетих година двадесетог века.